# Норт-Лас-Вегас
Норт-Лас-Вегас (англ. North Las Vegas) — місто (англ. city) в США, в окрузі Кларк штату Невада. Населення — 262 527 осіб (2020). Розташоване в агломерації Лас-Вегаса. Норт-Лас-Вегас отримало міські права 16 травня 1946. Воно також відоме тим, що у ньому розташовано авіабазу Нелліса (англ. Nellis Air Force Base).

## Географія
Норт-Лас-Вегас розташоване у пустелі Мохаве на півдні штату Невада, на північ від міста Лас-Вегас і на північний захід від Санрайз-Менер.
Місто розташоване за координатами 36°16′59″ пн. ш. 115°5′21″ зх. д. / 36.28306° пн. ш. 115.08917° зх. д. (36.282974, -115.089262).  За даними Бюро перепису населення США в 2010 році місто мало площу 262,60 км², з яких 262,48 км² — суходіл та 0,11 км² — водойми.
| Кліматограма Норт-Лас-Вегаса                                                                     | Кліматограма Норт-Лас-Вегаса | Кліматограма Норт-Лас-Вегаса | Кліматограма Норт-Лас-Вегаса | Кліматограма Норт-Лас-Вегаса | Кліматограма Норт-Лас-Вегаса | Кліматограма Норт-Лас-Вегаса | Кліматограма Норт-Лас-Вегаса | Кліматограма Норт-Лас-Вегаса | Кліматограма Норт-Лас-Вегаса | Кліматограма Норт-Лас-Вегаса | Кліматограма Норт-Лас-Вегаса |
| ------------------------------------------------------------------------------------------------ | ---------------------------- | ---------------------------- | ---------------------------- | ---------------------------- | ---------------------------- | ---------------------------- | ---------------------------- | ---------------------------- | ---------------------------- | ---------------------------- | ---------------------------- |
| С                                                                                                | Л                            | Б                            | К                            | Т                            | Ч                            | Л                            | С                            | В                            | Ж                            | Л                            | Г                            |
| 15 14 3                                                                                          | 18 17 5                      | 15 21 8                      | 3.8 26 12                    | 6.1 31 17                    | 2 37 22                      | 11 40 26                     | 11 39 25                     | 7.9 34 21                    | 6.1 27 14                    | 7.9 19 7                     | 10 14 3                      |
| Середня макс. і мін. температури повітря (°C) Атмосферні опади (мм), за рік : 114,1 мм. Джерело: |                              |                              |                              |                              |                              |                              |                              |                              |                              |                              |                              |

## Демографія

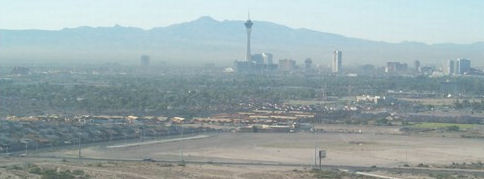
Вид на Лас-Вегас з Норт-Лас-Вегаса

Згідно з переписом 2010 року, у місті мешкала 216 961 особа в 66 499 домогосподарствах у складі 50 677 родин. Густота населення становила 826 осіб/км².  Було 76073 помешкання (290/км²).
Расовий склад населення:
| - 47,4 % — білих - 19,9 % — чорних або афроамериканців - 6,3 % — азіатів - 0,8 % — вихідців з тихоокеанських островів - 0,8 % — корінних американців - 19,0 % — осіб інших рас |

До двох чи більше рас належало 5,8 %. Частка іспаномовних становила 38,8 % від усіх жителів.
За віковим діапазоном населення розподілялося таким чином: 31,6 % — особи молодші 18 років, 61,3 % — особи у віці 18—64 років, 7,1 % — особи у віці 65 років та старші. Медіана віку мешканця становила 30,6 року. На 100 осіб жіночої статі у місті припадало 99,3 чоловіків;  на 100 жінок у віці від 18 років та старших — 96,4 чоловіків також старших 18 років.
Середній дохід на одне домашнє господарство  становив 63 411 долар США (медіана — 52 511), а середній дохід на одну сім'ю — 67 461 долар (медіана — 55 186). Медіана доходів становила 40 128 доларів для чоловіків та 34 050 доларів для жінок. За межею бідності перебувало 16,6 % осіб, у тому числі 23,4 % дітей у віці до 18 років та 10,5 % осіб у віці 65 років та старших.
Цивільне працевлаштоване населення становило 95 640 осіб. Основні галузі зайнятості: мистецтво, розваги та відпочинок — 25,7 %, освіта, охорона здоров'я та соціальна допомога — 14,8 %, роздрібна торгівля — 11,9 %, науковці, спеціалісти, менеджери — 9,7 %.